# Limnephilus hyalinus
Limnephilus hyalinus là một loài Trichoptera trong họ Limnephilidae. Chúng phân bố ở miền Tân bắc.